# 劉渡舟
劉渡舟（1917年10月9日—2001年2月3日），原名劉榮先，男，辽宁营口人，中国中醫學家、傷寒學專家，北京中醫藥大學教授，著力於《傷寒論》的研究，強調六經的實質是經絡，重視六經病提綱證的作用。提出《傷寒論》398條條文之間的組織排列是一個有機的整體。臨床辨證善抓主證，並擅長用經方治病。

## 生平
幼年時，因體弱多病，常延請中醫大夫治療，親身感受到了中醫藥的療效，逐漸對中醫藥産生了興趣。由於他體質虛弱的原因，他的父親在擇業時給他選擇了中醫這條道路。16歲時在營口正式拜當地名醫王志遠先生爲師，矢志學習中醫。
1931年至1932年，在營口德育堂隨王志遠學習中醫基礎理論，系統地學習中醫經典著作，以及《藥性賦》、《方歌括》等基礎知識。
1933年至1936年，在大連市志遠藥房跟隨老師學習臨床知識及臨床技能。6年的學習結束後，他又在大連壽民藥房跟隨謝泗泉學習中醫臨床一年。謝先生曾告訴他：“學中醫臨床，莫過於外感與內傷兩大類。學外感病必須讀張仲景的《傷寒論》，而學內傷雜病則應該讀《醫宗金鑒·雜病心法要訣》”。因而，這一年他主要在柯韻伯的《傷寒來蘇集》與《醫宗金鑒·雜病心法要訣》二書上下了功夫。
1938年，劉渡舟在大連志遠藥房坐堂行醫。為了讓他銘記行醫的職業道德，努力救治患者，使患者從疾病的苦海中得以解脫，他的父親正式給他取字為渡舟。1945年5月，劉渡舟隨家遷居北京。1946年冬在北京參加並通過了“中醫師特種考試”。
1947年5月至1950年底，在北京東四錢糧衚衕掛牌行醫。期間，曾受華北國醫學院之聘擔任教授，講授中醫基礎。中華人民共和國建立後，他參加了衛生部組織舉辦的“中醫進修學校”學習西醫基礎知識，學期一年，於1951年畢業。之後，被分配到北京天壇華北人民醫院中醫內科工作。此後又先後任北京永定門聯合診所中醫科主任，北京南苑區大紅門聯合診所主任。
1956年，中國共產黨和人民政府為了振興中醫事業，決定在北京、廣州、成都、上海四市建立中醫學院。經人推薦，劉渡舟來到北京中醫學院參加中醫教學工作。先後任傷寒教研組副主任、主任，兼任金匱教研組主任。1978年任北京中醫學院教授，並開始培養中醫碩士研究生。1985年又成為全國第一批招收中醫博士研究生的指導老師。

## 社会兼职
第五、六、七、八屆全國人大代表，國務院學位委員會學科評議組（醫學）成員，中華全國中醫學會（1991年更名為中國中醫葯學會）常務理事，北京中醫學院院務委員會委員、職稱評定委員會委員、學位評定委員會委員、教材編寫委員會委員以及《北京中醫學院學報》總編等職。

## 奖项和荣誉
1983年被評為全國衛生系統先進工作者，北京市教育系統先進工作者，1985年又被評為北京市勞動模範。